# Le Carlar de Ròcafòrt
Le Carlar de Ròcafòrt (francès Carla-de-Roquefort) és un municipi francès de la regió d'Occitània, situat al departament de l'Arieja.